# Alexandru Athanasiu
Alexandru Athanasiu (n. 1 ianuarie 1955, București, România) este un om politic român, deputat de București între 1992 și 1996 ales pe listele Convenției Democrate Române, apoi senator în legislaturile 2000-2004 și 2004-2008, ales în municipiul București, respectiv Bihor, pe listele Partidului Social-Democrat Român (PSDR) și apoi ale Partidului Social Democrat (PSD).

## Om politic

### Diverse activități politice
În 1996 a candidat din partea Partidului Alianței Civice (PAC) pentru primăria Bucureștilor.
Ulterior, în anul 2000, după retragerea lui Sergiu Cunescu, președintele PSDR. În perioada în care a fost președinte al PSDR, a negociat cu Adrian Năstase, președintele PDSR, fuziunea celor două partide. După fuziunea într-un partid denumit acum Partidul Social Democrat, Athanasiu a candidat și a fost ales în Parlament pe listele noului partid pentru 2 legislaturi.
În legislatura 2000-2004, Alexandru Athanasiu a fost membru în grupurile parlamentare de prietenie cu Republica Slovacă și Republica Franceză-Senat. În legislatura 2000-2004, Alexandru Athanasiu a înregistrat 542 de luări de cuvânt și o propunere legislativă, promulgată lege. În legislatura 2004-2008, Alexandru Athanasiu a fost membru în grupurile parlamentare de prietenie cu Regatul Țărilor de Jos (Olanda) și Republica Italiană.

### Premier interimar
Alexandru Athanasiu a fost premier interimar al României în decembrie 1999.

### Ministru al muncii
A devenit în 1996 ministru al muncii în Guvernul Ciorbea.

### Activitate didactică
Alexandru Athanasiu este profesor universitar la Facultatea de Drept, Universitatea București.

## Acuzații de corupție
Alexandru Athanasiu, la momentul când era Ministru al Educației și Cercetării, ar fi comis infracțiunea de abuz în serviciu conform procurorilor Direcției Naționale Anticorupție la data de 23 noiembrie 2016. Având statutul de fost membru al Guvernului acesta a putut fi trimis în judecată în decembrie 2016, după aprobarea cererii de urmărire penală de către Președintele României.
Inculpatul Alexandru Athanasiu este învinuit că ar fi participat activ la evitarea organizării de licitație publică, la momentul achiziției unor licențe informatice, cu scopul de a favoriza o anumită societate comercială provocând la schimb o pagubă de ordinul milioanelor de dolari statului român.